# Pseudolabrus rubicundus
Pseudolabrus rubicundus là một loài cá biển thuộc chi Pseudolabrus trong họ Cá bàng chài. Loài này được mô tả lần đầu tiên vào năm 1881.

## Phân loại
Trong một danh sách khảo sát các loài cá bàng chài, Parenti và Randall (2000) chỉ ra rằng, danh pháp của loài Pseudolabrus psittaculus vốn trước đó được đặt là Labrus psittaculus Richardson, 1840, mà L. psittaculus lại được Lacépède đặt cho một loài bàng chài ở vùng Caribe (hiện được dùng với danh pháp là Halichoeres bivittatus). Vì vậy, các nhà ngư học đã tái định danh cho P. psittaculus, với hai cái tên được đề xuất là Labrichthys rubicunda Macleay, 1881 và Labrichthys mortoni Johnston, 1885, là những danh pháp đồng nghĩa của P. psittaculus khi đó. Mẫu gốc dùng để mô tả của hai loài (trên danh nghĩa) này đều không được tìm thấy.
Allen và các cộng sự (2006) cho rằng bản mô tả của L. rubicunda không phù hợp với P. psittaculus khi đó, và cái tên được chọn là P. mortonii. Tuy nhiên, Russell và Gill (2012) lại phát hiện ra rằng, L. rubicunda và L. psittaculus Richardson thực sự là cùng một loài, vì vậy mà một lần nữa, L. psittaculus được đặt lại với danh pháp là L. rubicundus.

## Từ nguyên
Tính từ định danh rubicundus trong tiếng Latinh có nghĩa là "đỏ ửng", hàm ý đề cập đến tông màu đỏ hồng trên cơ thể của loài này.

## Phạm vi phân bố và môi trường sống
P. rubicundus là loài đặc hữu của vùng biển phía nam nước Úc, cụ thể được ghi nhận từ ở phía nam bang New South Wales, băng qua bờ biển các bang Victoria, Tasmania và Nam Úc trải dài đến phía nam Tây Úc.
P. rubicundus sống trên các rạn đá ngầm ở độ sâu khoảng từ 10 đến 218 m.

## Mô tả
P. rubicundus có chiều dài cơ thể tối đa được ghi nhận là 25 cm. Cá cái và cá đực có tông màu đỏ hồng, nhạt màu hơn ở những vùng thân dưới. Cá đực có thể phớt màu vàng trên thân. Cá cái có một đốm đen lớn và một đốm trắng nhỏ hơn ở cuối vây lưng. Vây lưng và vây hậu môn có các hàng đốm màu đỏ. Có các hàng đốm vàng dọc theo chiều dài thân.
Số gai ở vây lưng: 9; Số tia vây ở vây lưng: 11; Số gai ở vây hậu môn: 3; Số tia vây ở vây hậu môn: 10; Số tia vây ở vây đuôi: 12; Số tia vây ở vây ngực: 13; Số gai ở vây bụng: 1; Số tia vây ở vây bụng: 5.

## Hành vi và tập tính
Thức ăn của P. rubicundus là các loài động vật giáp xác, động vật da gai và động vật thân mềm. Loài này được ghi nhận là sinh sản từ tháng 8 đến tháng 1 năm sau.

### Trích dẫn
- B. C. Russell (1988). "Revision of the labrid fish genus Pseudolabrus and allied genera" (PDF). Records of the Australian Museum. Quyển 9. tr. 1–72.